# باتيري (سلسلة روايات خفيفة)
باتيري (باليابانية: バッテリー، بالروماجي: Batterī) هي سلسلة روايات من تأليف أتسوكو أسانو، ورسوم ماكيكو ساتو، نشرت في أكتوبر عام 1996 حتى يناير عام 2005، وتكونت من 6 مجلدات،  وقد تم بيع أكثر من 10 ملايين نسخة في اليابان، أنتجت إلى أنمي تلفزيوني من قبل استوديو زيرو-جي، عرض الأنمي في 14 يوليو عام 2016 حتى 22 سبتمبر عام 2016، على تلفزيون فوجي في فقرة نويتامينا، وتكون الأنمي من 11 حلقة.

## القصة
تدور أحداث القصة عن رامي البيسبول تاكومي هارادا، الذي انتقل مؤخرًا إلى منزل جده، وهو مدرب سابق في مدرسة نيتا الثانوية. يشعر هارادا بالضيق لعدم وجود ملتقط كرات بنفس كفائته ليلعب بجانه، التقى هارادا بفتى يدعى غو ناغاكورا. بدأوا اللعب وأدرك هارادا أن غو يستطيع التصدي لكراته. أصبح هارادا متحمسًا وانضم إلى فريق البيسبول في نيتا هاي. بدأوا في رحلتهم كفريق بيسبول.

## الشخصيات

### الشخصيات الرئيسية
تاكومي هارادا (باليابانية: 原田 巧، بالروماجي: Harada Takumi)
مؤدي الصوت: كوكي أوتشياما
غو ناغاكورا (باليابانية: 永倉 豪، بالروماجي: Nagakura Gō)
مؤدي الصوت: تاسوكو هاتاناكا

### شخصيات أخرى
سيها هارادا (باليابانية: 原田 青波، بالروماجي: Harada Seiha)
مؤدية الصوت: يوي فوجيماكي
شوغو كادواكي (باليابانية: 門脇 秀吾، بالروماجي: Kadowaki Shūgo)
مؤدي الصوت: يوكي أونو
شونجي ميزوغاكي (باليابانية: 瑞垣 俊二، بالروماجي: Mizugaki Shunji)
مؤدي الصوت: ريوهيه كيمورا
كازوكي كايونجي (باليابانية: 海音寺 一希، بالروماجي: Kaionji Kazuki)
مؤدي الصوت: يويتشيرو أوميهارا
كيتا هيغاشيداني (باليابانية: 東谷啓太، بالروماجي: Higashidani Keita)
مؤدي الصوت: كايتو إيشيكاوا
فوميتو ساواغوتشي (باليابانية: 沢口文人، بالروماجي: Sawaguchi Fumito)
مؤدي الصوت: أيومو موراسي

## وصلات خارجية
- باتيري عند كادوكاوا شوتين

باتيري على موقع IMDb (الإنجليزية)
- باتيري على موقع كينوبويسك (الروسية)
- باتيري على موقع ANN anime (الإنجليزية)